# Ferdousi

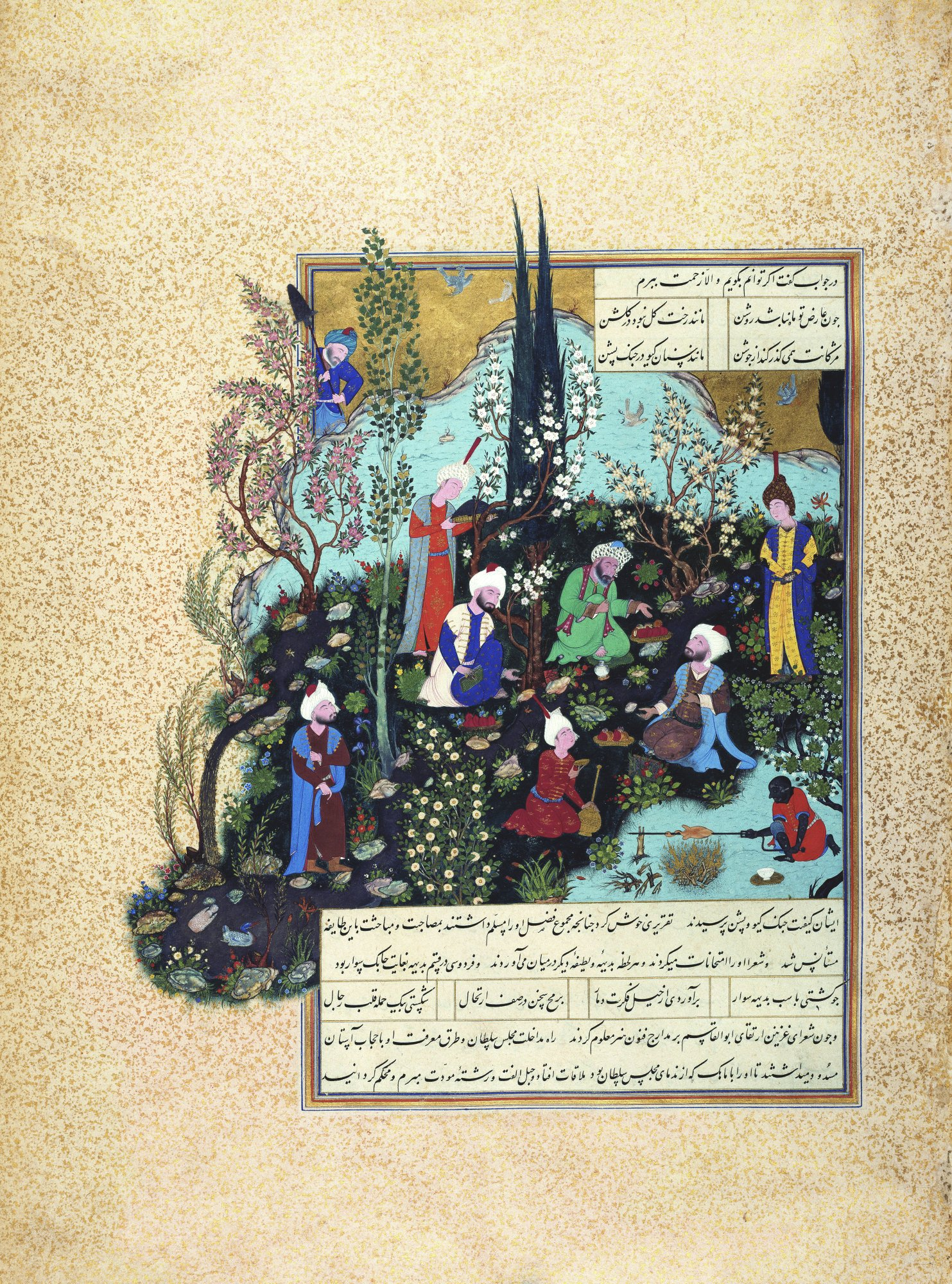
Ferdousi przed sądem poetów w Ghaznie. Miniatura z Szahname szacha Tahmaspa przypisywana Agha Mirakowi, ok. 1532. Muzeum Agi Chana w Toronto

Ferdousi (dawniej: Firdausi, pełne imię: Abol Ghasem Ferdousi, pers. ابوالقاسم فردوسی), (ur. 940 w pobliżu Tusu, zm. tamże 1020 albo 1025) – perski poeta epicki, autor Szahname, narodowego eposu Persów i Tadżyków.
Poza jego kunją – Abol Ghasem i literackim pseudonimem ("tachallos") Ferdousi nie wiemy nic pewnego o jego imieniu i tożsamości jego rodziny. W różnych źródłach jego imię jest podawane jako Mansur, Hasan, lub Ali. Spośród rozmaitych stwierdzeń tego rodzaju za najbardziej wiarygodne należy uznać to poczynione przez Fath-e Alego Bondariego, który przełożył Szahname na arabski w latach 1223–1226. Według niego Ferdousi nazywał się "al-Amir al-Hakim Abol Ghasem Mansur-e al-Hasan al-Ferdousi at-Tusi". Nie wiemy czemu poeta przyjął pseudonim Ferdousi ("[człowiek] z Raju"). Według jednej z późniejszych legend miał mu go nadać Mahmud z Ghazny (998–1030), zachwycony jego poezją. Według Nezamiego Aruziego (XI–XII w.) Ferdousi miał się urodzić w wiosce Baż, w dystrykcie Tabran w pobliżu Tusu. Wszystkie źródła zgadzają się co do jego pochodzenia z Tusu (dzis. Meszhed). Wzmianki w Szahname pozwalają stwierdzić, że Ferdousi urodził się w roku 940. Pochodził z zamożnej rodziny miejscowych dehkanów i był szyitą, chociaż nie jest jasne, do którego z odłamów szyizmu należał.
W roku 970 Ferdousiemu urodził się syn, więc musiał się ożenić jakiś czas wcześniej. Żadne informacje o jego żonie do nas nie dotarły. Według własnych słów Ferdousiego rozpoczął on pracę nad Szahname po śmierci Daghighiego, zamierzając kontynuować pozostawione przez niego dzieło. Musiało to być zatem w roku 976/977. Z pewnością Ferdousi pisał poezję już wcześniej i zachowało się wiele przypisywanych mu wierszy lirycznych, ale ich autentyczność jest wątpliwa. Przy swojej pracy poeta wykorzystywał kopię napisanej prozą Szahname sporządzonej pod nadzorem Mohammad-e Abd ar-Razzagha (zm. 961), samanidzkiego namiestnika Tusu. Syn Mohammada, Mansur, wspierał Ferdousiego finansowo w jego przedsięwzięciu, dopóki w roku 987 nie został aresztowany i skazany na śmierć. Mimo starań Ferdousi nie znalazł żadnego kolejnego patrona i stopniowo popadał w coraz większą biedę. W roku 994 udało mu się ukończyć pierwszą wersję Szahname, niemniej kontynuował swoją pracę nad ostateczną wersją eposu. W roku 1004 stworzył zawarty w Szahname panegiryk na cześć Mahmuda z Ghazny, w którym prosił wezyra Fazl-e Ahmada Esfarajeniego (zm. 1014) o wstawienie się za nim przed sułtanem. W roku 1006 zmarł syn Ferdousiego, któremu ten poświęcił zawartą w Szahname elegię. W napisanym w tym samym roku fragmencie Ferdousi skarży się, że wskutek kalumnii rywali Mahmud nie zwrócił uwagi na Szahname i prosi młodszego brata Mahmuda, Nasra, o wstawienie się za nim. W tym okresie dzieło Ferdousiego zaczyna być kopiowane na użytek warstw wyższych i recytowane przez zawodowych recytatorów, ale on sam nie czerpie z tego żadnych korzyści finansowych. Ostatecznie Szahname została ukończona 8 marca 1010 roku.
Nasze informacje o życiu poety po roku 1010 ograniczają się w zasadzie do tego, co przekazał Nezami Aruzi. Według niego po skończeniu Szahname Ferdousi udał się do Ghazny (dzis. Ghazni), gdzie dzięki pomocy wezyra Ahmada-e Hasana Mejmandiego (zm. 1032) udało mu się przedstawić swoje dzieło Mahmudowi. Nie zostało ono jednak pozytywnie przyjęte przez sułtana z powodu religijnej orientacji Ferdousiego oraz kalumnii innych poetów. W rezultacie zamiast pierwotnie obiecanego jednego dinara za każdy wers Ferdousi otrzymał jedynie jeden dirham. Znieważony różnicą pomiędzy tym wynagrodzeniem a łaskami, jakie spotykały dworskich panegirystów, Ferdousi udał się do łaźni, by następnie wypić piwo i podzielić całą sumę otrzymaną od Mahmuda pomiędzy łaziebnego i sprzedawcę piwa. Bojąc się zemsty sułtana, Ferdousi opuścił Ghaznę jeszcze w nocy i ukrywał się przez pół roku w Heracie, by następnie znaleźć schronienie w Tabarestanie przy Espahbadzie Szahrijarze z miejscowej dynastii Bawandydów. Późniejsze tradycje na temat podróży poety do Bagdadu i Isfahanu należy uznać za całkowicie legendarne. W Tabarestanie Ferdousi miał ułożyć mającą 100 linijek satyrę na Mahmuda, którą jednak władca Tabarestanu kupił od niego za sto tysięcy dirhamów i zniszczył, tak że przetrwało tylko sześć przekazanych ustnie linijek, które zapisał Nezami Aruzi. Mahmud miał żałować swojego zachowania wobec poety i za rekomendacją Mejmandiego wysłać dla Ferdousiego wielbłądy z ładunkiem indygo wartości dwudziestu tysięcy dinarów, ale kiedy dotarły one do Tusu przez bramę Rudbar, ciało Ferdousiego było wyprowadzane z miasta przez bramę Razan. Odmówiono mu pochówku na muzułmańskim cmentarzu jako szyicie i ostatecznie musiał być pochowany w swoim sadzie. Pozostała po Ferdousim córka odmówiła przyjęcia przeznaczonej dla jej ojca zapłaty i Mahmud zdecydował by zbudować za te pieniądze karawanseraj. Według Daulatszaha (zm. 1494) Ferdousi zmarł w roku 1020, zaś według Hamdallaha Mostaufiego (XIV w.) i Fasiha Chafiego (zm. 1442) stało się to w roku 1025.
Wiele szczegółów opowieści Nezamiego Aruziego jest niezgodnych z faktami lub po prostu ma charakter legendarny. Dla przykładu przetrwało więcej niż sześć linii satyry na Mahmuda, chociaż ich autentyczność jest kwestionowana. Najprawdopodobniej popierającym Ferdousiego wezyrem nie był Mejmandi, będący fanatycznym sunnitą i nigdy nie wymieniony w Szahname, ale Esfarajeni, który wprowadził język perski do kancelarii Ghaznawidów i został pozbawiony stanowiska w roku 1011. Z kolei wezyrem, który doprowadził do tego, że Mahmud pożałował swojego wcześniejszego zachowania, mógł być Hasanak (zm. 1032), następca Mejmandiego od roku 1025. Jeśli zawierzyć opowieści Nezamiego Aruziego, to rok 1025 wydaje się zatem bardziej prawdopodobną datą śmierci Ferdousiego. Niektóre szczegóły wersji Aruziego potwierdzają inne źródła. I tak autor Tarich-e Sistan także pisze o podróży Ferdousiego do Ghazny i jego spotkaniu z Mahmudem. Z kolei Nezami Gandżawi (zm. 1209) i Attar (zm. 1221) często odnoszą się do różnic pomiędzy poetą a Mahmudem oraz niewdzięczności sułtana w stosunku do niego, a nawet do incydentu z piciem piwa i rozdaniem zapłaty. Attar ponadto odnosi się również do odmowy wypowiedzenia modlitwy nad ciałem Ferdousiego przez chatiba.
Według późniejszej legendy, która ma swoje źródło we wstępie do edycji Szahname napisanym przez timurydzkiego księcia Bajsonghora (zm. 1433), Ferdousi, obsypany honorami, miał przez dłuższy czas pozostawać na dworze Mahmuda, zanim ten zmienił swój stosunek do niego. Wiodącym motywem Szahname jest walka pomiędzy Iranem a Turanem, krajem koczowników, który w czasach Ferdousiego był utożsamiany z "krajem Turków", czyli Turkiestanem. Wbrew późniejszej tradycji Mahmud nie odrzucił jednak poematu ze względu na swoje tureckie pochodzenie. Należy zauważyć, że napisane przez szyitę i gloryfikujące przedmuzułmańską przeszłość Iranu Szahname zawierało treści sprzeczne z ortodoksyjnie sunnicką ideologią dworu Mahmuda. Ponadto ten ostatni doceniał jedynie wiersze liryczne, w szczególności zaś panegiryki poświęcone jego osobie. Z punktu widzenia ghaznawidzkiej poezji dworskiej twórczość Ferdousiego "była – zarówno od strony treści, jak i formy – twórczością prymitywną, mało elegancką, a jej oryginalność nie zachwycała. Obecnie na te kwestie inaczej patrzymy. Szah name jest dziś ogromnie popularnym poematem, właściwie spisaną wierszem mityczną historią Iranu, mającym wpływ w wielu sprawach na światopogląd Irańczyków. W Ferdousim literaturoznawcy widzą założyciela podwalin współczesnej perszczyzny".